# Malenka wenatchee
Malenka wenatchee är en bäcksländeart som först beskrevs av William Edwin Ricker 1965.  Malenka wenatchee ingår i släktet Malenka och familjen kryssbäcksländor. Inga underarter finns listade i Catalogue of Life.